# Telamonia masinloc
Telamonia masinloc là một loài nhện trong họ Salticidae.
Loài này thuộc chi Telamonia. Telamonia masinloc được Alberto Barrion & James A. Litsinger miêu tả năm 1995.